# 태풍 간무리 (2019년)
태풍 간무리 (Typhoon Kammuri)는 2019년 제28호 태풍이다. 4등급 태풍(SSHS)이다. 간무리는 일본에서 제출한 태풍의 이름으로 별자리 중 왕관자리를 의미한다.

## 개요
2019년 제28호 태풍 간무리는 11월 26일 9시에 중심기압 1000 hPa, 최대풍속 18 m/s, 강풍 반경 560 km(북쪽 반경), 크기 '중형'의 열대폭풍으로 미국 괌 동남동쪽 약 660 km 부근 해상에서 발생하였다.(일본 기상청 태풍정보 속보치 기준) 발생 이후 서북서~서진 및 거의 정체하며 굉장히 더디게 발달하다가, 필리핀 상륙 직전에서야 급발달해서, 12월 3일 0시에 필리핀 마닐라 남동쪽 약 375 km 부근 해상에서 중심기압 950 hPa, 최대풍속 46 m/s, 강풍 반경 500 km(북서쪽 반경)의 세력 '매우 강', 크기 '중형'의 태풍으로 최성기를 맞이하였다.(일본 기상청 태풍정보 속보치 기준) 12월 3일 0시 30분경에 최성기의 세력을 그대로 가진 상태로 필리핀 중부 레가스피 지역에 상륙하였다. 필리핀을 관통하고나서 남중국해에 진출한 이후로는 서북서~서남서진하며 상층 환경 악화로 인해 급약화되었고, 일본 기상청 기준으로는 12월 6일 0시에 베트남 다낭 남동쪽 약 686 km 부근 해상(남중국해)에서 중심기압 1008 hPa의 열대저압부로 소멸하였다. 한국 기상청 기준으로는 12월 6일 3시에 베트남 다낭 남동쪽 약 690 km 부근 해상(남중국해)에서 중심기압 1004 hPa의 열대저압부로 소멸하였다.

## 제명
제명 되었다.

## 같이 보기
- 2019년 태풍